# Чоповські
Чоповські також Чопівські (пол. Czopowski, рос. Чоповские) — зауський шляхетський рід гербу Корвін.

## Походження
На відміну від інших зауських околиць та шляхетських родів, в «Актових книгах Житомирського гродського уряду» за 1590, 1611 та 1635 рр., а також інших документах до середини XVII ст. не існує жодних згадок про с. Чоповичі та рід Чоповських. Є запис про лаврське с. Чоповичі: Житомирская гродская зап. и поточ. книга 1630 г. Опись 14. № 296. Л.27. от 11.05.1630 г. " Донесение возного в том, что он в с. Чоповичи, имении Архимандрита Киево-Печерской Лавры  Петра Могилы, вручил казенному атаману позыв, в котором Петр Могила призывается в суд по делу его с панами Багриновскими о причинении его людьми соседям разных убытков". 
До повстання Хмельницького село належало до володінь Києво-Печерської лаври. Підпорядковування останньої до Москви, призвело до передачі її маєтностей уніатам. Завдячуючи Печерському монастирю, с. Чоповичі досягло значного розвитку. За королівським привілеєм у липні 1682 р. до маєтностей єпископа львівського Йосипа Шумлянського відійшло «село Чеповичи, в нем церковь, мельница о дву жерновах, железный завод, qm (тобто 120) дворов». Останнє було причиною через яку 22 грудня 1682 р. Чоповські подали «своє свідоцтво» про шляхетство, і за його протекцією того ж дня з’явилося вже оголошення шляхтичів Чоповських про те, що «во время происходивших смут истреблены были их документы и грамоты, пожалованные от князей русских, литовских и от королей польских». Подібна історія трапилась у іншого зауського роду Меленевських в 1658 р., але відповідне оголошення від них ще в 1663 р. Згідно книги Похилевича вони вказували:
|                                     | Кроме грамот Александра и Сигизмунда I, они имеют грамоты Сигизмунда II 22-го июня 1570 и Яна III 18-го марта 1683 гг., данные наследникам Чопа […]. Но были грамоты более древние, пожалованные Чоповцам […] от достославных русских князей еще во время удельного периода Руси, которые они потеряли под час инкурсий неприятельских: татарских, московских и козацьких […]. Во время восстания Хмельницкого, к коему пристало большинство земян, козаки, заняв Овруцкий повет, истребляли все попавшие к ним документы. Замок овруцкий, в котором хранились гродские книги, был сожжен козаками. Таким образом, в числе прочих пропали документы Чоповских. Потому, во время тяжбы со старостою Ф. Потоцким, старавшимся лишить Чоповских шляхетских прав, Чоповские заявили в 1682 г. в актовые книги счет пропавших документов и представили удостоверение, подписанное всеми их соседями, о том, что последние видели означенные документы; и с этим удостоверением Чоповские отправились отыскивать копии своих документов в метрике коронной. Поиски их оказались успешными, и уже на сеймике 1685 г. они представили копии своих документов и, наконец, добились от короля Иоанна III окончательного признания за ними шляхецкого звания и подтверждения прежних великокняжеских грамот. Эта грамота напечатана в арх[иве] ю[го]-з[ападной] Рос[сии], ч. IV, т. 1, с. 182. В ней выражено: Игнат Чоп показывал королям Александру и Сигизмунду документы, по коим Чоповцы владеют землями. |
| — Похилевич Л.І. «Краєзнавчі праці» | |

Але відсутність записів в Руській метриці за 20–22 червня 1570 р. і до 1683 р. включно вказує на підроблення документів, які 18 березня 1683 р. затвердив король Ян ІІІ.. Після дослідження документів роду Чопівських, Наталя Яковенко зазначала: 

## Родова схема
- Антон Фещенко-Чопівський (*? — †?)
  - Андрій Антонович (*? — †?) ∞ Олена NN (*? — †?)
    - Адріян Андрійович (*? — †?) ∞ Марія Михайлівна Янчинська (*1874 — †?)[2]
      - Костянтин Адріянович (*? — †?)
      - Ганна Адріянівна (*? — †?)
      - Іван Адріянович (*1884 — †1952) ∞ Зінаїда Олександрівна Лукіна (*? — †1949)
        - Ірина Іванівна (*1920 — †2012) ∞ Ілля Богун (*? — †?)
        - Юрій Іванович (*1923 — †1988) ∞ Софія Костянтинівна Клепачівська (*? — †?)
          - Юрій Юрійович (*?) ∞ NN (*?)
            - Алекса Юріївна (*?)

          - Петро Юрійович (*? — †?)
            - NN (*? — †?)
            - NN (*? — †?)
            - NN (*? — †?)
            - NN (*? — †?)

          - Андрій Юрійович (*? — †?)
          - Лідія Юріївна (*? — †?)

      - Олександра Адріянівна (*1886 — †?)